# ラドスチギル
ラドスチギル(Ladostigil)は、アルツハイマー病やレビー小体型認知症、パーキンソン病のような神経変性疾患の治療のために開発された神経保護薬である。アセチルコリンエステラーゼ及びブチルコリンエステラーゼの可逆の阻害剤、及びモノアミンオキシダーゼBの不可逆の阻害剤として作用し、またリバスチグミンやラサギリンの作用機序と組み合わさって単一の分子として作用する。神経防護作用に加え、ラドスチギルはGDNFやBDNF等の神経栄養因子の発現を促し、神経発生の誘導によって、神経変性疾患による損傷を回復する可能性が考えられている。ラドスチギルはまた抗うつ効果も持ち、そのような病気でよく見られるうつと不安の併発の治療にも効果が期待されている。